# پلزنت هیل، شهرستان استون، آرکانزاس
پلزنت هیل (به انگلیسی: Pleasant Hill) یک منطقهٔ مسکونی در ایالات متحده آمریکا است که در شهرستان استون، آرکانزاس واقع شده‌است. پلزنت هیل ۲۸۸٫۰۴ متر بالاتر از سطح دریا واقع شده‌است.